# Walnut Park (California)
Walnut Park es un lugar designado por el censo (en inglés, census-designated place, CDP) ubicado en el condado de Los Ángeles, California, Estados Unidos. Según el censo de 2020, tiene una población de 15 214 habitantes.
Forma parte del área metropolitana de Los Ángeles.

## Geografía
La localidad está ubicada en las coordenadas 33°58′6″N 118°13′19″O / 33.96833, -118.22194 (33.968233, -118.221948). Según la Oficina del Censo, tiene un área total de 1.94 km², correspondientes en su totalidad a tierra firme.

## Demografía
Según el censo de 2000, los ingresos medios de los hogares de la localidad eran de $35,837 y los ingresos medios de las familias eran de $36,875. Los hombres tenían unos ingresos medios de $23,211 frente a $19,539 para las mujeres. Los ingresos per cápita eran de $10,275. Alrededor del 20.8% de la población estaba por debajo del umbral de pobreza.
De acuerdo con la estimación 2016-2020 de la Oficina del Censo, los ingresos medios de los hogares de la localidad son de $61,408 y los ingresos medios de las familias son de $58,295. Los ingresos per cápita en los últimos doce meses, medidos en dólares de 2020, son de $18,429. Alrededor del 16.2% de la población estaba por debajo del umbral de pobreza.
Según el censo de 2020, el 16.21% de los habitantes son blancos, el 2.89% son amerindios, el 0.62% son afroamericanos, el 0.49% son asiáticos, el 0.09% son isleños del Pacífico, el 53.36% son de otras razas y el 23.35% son de otras razas. Del total de la población, el 97.39% son hispanos o latinos de cualquier raza.

## Economía
El centro comercial Plaza La Alameda, con más de 22.000 metros cuadrados de tiendas, fue construido en terrenos poco utilizados y áreas industriales abandonadas que sumaban un total de más de 70.000 metros cuadrados. La creación del centro comercial, así como su diseño, es representativo de la comunidad hispánica, que representa casi la totalidad de la población de la localidad.
En los inicios de la pandemia originada por el COVID-19, los propietarios de los restaurantes organizaron entregas de alimentos para los inmigrantes del área que no podían trabajar debido a las medidas de confinamiento dispuestas por el Gobierno.